# Jørgen Emil Hansen
Jørgen Emil Hansen (ur. 7 grudnia 1942 w Kopenhadze) – duński kolarz szosowy i przełajowy, brązowy medalista olimpijski oraz trzykrotny medalista mistrzostw świata.

## Kariera
Pierwszy sukces w karierze Jørgen Emil Hansen osiągnął w 1966 roku, kiedy wspólnie z Vernerem Blaudzunem, Flemmingiem Wisborgiem i Ole Højlundem Pedersenem zdobył złoty medal w drużynowej jeździe na czas podczas mistrzostw świata w Nürburgu. Na rozgrywanych rok później mistrzostwach świata w Heerlen razem z Vernerem Blaudzunem, Henningiem Petersenem i Leifem Mortensenem zdobył w tej samej konkurencji srebrny medal. Wynik z Heerlen Duńczycy w składzie: Leif Mortensen, Jørn Lund, Jørgen Emil Hansen i Mogens Frey powtórzyli na mistrzostwach w Brnie w 1969 roku. W międzyczasie wystąpił na igrzyskach olimpijskich w Meksyku, gdzie indywidualnie zajął 29. pozycję, a w drużynie Duńczycy zajęli czwarte miejsce, przegrywając walkę o brąz z ekipą Włoch. Na igrzyskach w Monachium w 1972 roku Hansen brał udział tylko w wyścigu drużynowym razem z kolegami z reprezentacji kończąc rywalizację na jedenastej pozycji. Ostatni medal zdobył podczas igrzysk olimpijskich w Montrealu, gdzie wspólnie z Gertem Frankiem, Vernerem Blaudzunem i Jørnem Lundem wywalczył brązowy medal w drużynowej jeździe na czas. Ponadto kilkarotnie zdobywał medale mistrzostw krajów skandynawskich, w tym dwa złote: w drużynie w norweskim Skien w 1970 roku oraz indywidualnie w duńskim Frederikshavn trzy lata później. Ośmiokrotnie zdobywał medale szosowych mistrzostw kraju, w tym cztery złote, a w 1973 roku został wicemistrzem Danii w kolarstwie przełajowym. Nigdy jednak nie zdobył medalu na przełajowych mistrzostwach świata.